# Myrmeleon (Myrmeleon) dalloninus
Myrmeleon (Myrmeleon) dalloninus is een insect uit de familie van de mierenleeuwen (Myrmeleontidae), die tot de orde netvleugeligen (Neuroptera) behoort. 
Myrmeleon (Myrmeleon) dalloninus is voor het eerst wetenschappelijk beschreven door Navás in 1937.